# Pseudagrionoptera diotima
Pseudagrionoptera diotima – gatunek ważki z rodziny ważkowatych (Libellulidae); jedyny przedstawiciel rodzaju Pseudagrionoptera. Endemit Borneo.